# نات کلیفتون
ناتانیل «سوئیت‌واتر» کلیفتون (نام هنگام تولد: کلیفتون ناتانیل؛ زاده ۱۳ اکتبر ۱۹۲۲ - درگذشته ۳۱ اوت ۱۹۹۰) بسکتبالیست حرفه‌ای آمریکایی بود. او را یکی از نخستین آمریکایی‌های آفریقایی‌تبار می‌شناسند که در اتحادیهٔ ملی بسکتبال (ان‌بی‌ای) بازی کرده است. کلیفتون، همچنین، بازیکن حرفه‌ای بیسبال بود.

## زندگینامه

### آغاز زندگی
در انگلند (آرکانزاس) با نام کلیفتون ناتانیل به‌دنیا آمد. ازآنجاکه عاشق نوشابه‌ بود و طبع آسان‌گیری داشت، در کودکی، به او لقب «سوئیت‌واتر» (آب‌قند) داده بودند. خانوادهٔ کلیفتون، وقتی او ۸ سال داشت، به شیکاگو نقل‌مکان کردند. آنجا، در دبیرستان دیوزبل، او در بستکبال و بیسبال بازیکنی برجسته شد. در این زمان، ورزشی‌نویس‌ها غرولند کردند که نام‌خانوادگی او، ناتانیل، طولانی‌تر از آن است که در سرستون‌های آن‌ها جا بگیرد؛ بنابراین، جای نام و نام‌خانوادگی خودش را با هم عوض کرد. کلیفتون در کالج سیویه (خاویر) درس خواند و سال ۱۹۴۲ فارغ‌التحصیل شد. سپس، سه سالی در ارتش ایالات متحده خدمت کرد و طی جنگ جهانی دوم در اروپا جنگید.